# Crixás do Tocantins
Crixás do Tocantins là một đô thị thuộc bang Tocantins, Brasil. Đô thị này có diện tích 986,689 km², dân số năm 2007 là 1264 người, mật độ 1,28 người/km².